# 御蔭杯 (日本圍棋)
御蔭杯（日语：おかげ杯），或稱為福蔭杯，由日本棋院主辦，株式会社濱田總業贊助，創辦於2010年。2014年，作為青年國際團體戰和青年國際女流個人戰的御蔭杯國際新鋭抗戰舉行，御蔭杯冠亞軍及最佳成績的女流棋士會出戰，與中台韓棋士作賽。優勝賞金：淘汰賽300萬日圓，團體戰270万日圓，女流個人戰20万日圓。

## 名称由来
由於贊助商濱田總業的所在位置於三重縣伊勢市之御蔭横丁。

## 參賽資格
30歲以下,包括次年將入段之棋士

## 比賽規則
- 採用日本圍棋規則
- 一律分先，黑先貼還六目半
- 本戰16人,採單淘汰賽形式
- 時限：沒有規定時間，每1手30秒，1分鐘之考慮時間10回

## 歷屆冠亞軍
| 屆 | 年   | 優勝         | 對手         | 參加御蔭杯國際新鋭抗戰之其他棋士       |
| -- | ---- | ------------ | ------------ | -------------------------------------- |
| 1  | 2010 | 張豊猷七段   | 大橋拓文四段 |                                        |
| 2  | 2011 | 安齋伸彰六段 | 志田達哉四段 |                                        |
| 3  | 2012 | 安齋伸彰六段 | 瀨戶大樹七段 |                                        |
| 4  | 2013 | 一力遼三段   | 安齋伸彰六段 |                                        |
| 5  | 2014 | 一力遼七段   | 瀨戶大樹七段 | 謝依旻六段                             |
| 6  | 2015 | 余正麒七段   | 一力遼七段   | 伊田篤史八段，謝依旻六段，藤澤里菜三段 |
| 7  | 2016 | 一力遼七段   | 安齋伸彰七段 | 伊田篤史八段，謝依旻六段，奥田あや三段 |
| 8  | 2017 | 村川大介八段 | 李沂修七段   | 寺山憐五段，藤澤里菜三段，謝依旻六段   |
| 9  | 2018 | 許家元七段   | 余正麒七段   | 一力遼八段，謝依旻六段，藤澤里菜四段   |
| 10 | 2019 | 芝野虎丸七段 | 安達利昌六段 | 一力遼八段                             |
| 11 | 2020 | 一力遼八段   | 伊田篤史八段 | 村松大樹六段                           |

## 外部連結
- おかげ杯 （页面存档备份，存于） - 日本棋院